# 飯塚昭三
飯塚昭三（日语：／ Iizuka Shōzō，1933年5月23日—2023年2月15日），日本男性配音員、演員、旁白。出身於福島縣磐城市。身高165cm。O型血。

## 簡介
本名相同。日本大學藝術學部演劇科畢業，原屬東京俳優生活協同組合，1988年起至今從屬Sigma Seven。
2023年2月15日因急性心臟衰竭在醫院病逝，享壽89歲。於2023年2月28日由所属事務所發布訃聞。

### 來歷
飯塚從高中時期參加芝居表演起，開始他的個人演藝生涯。於進入日本大學選讀藝術學部後，進而組劇團在日本各地舉行公演。並在大學畢業之後，夥同組團進行巡迴公演。
飯塚除了從事聲優工作之外，同時在所屬經紀公司Sigma Seven附設培訓學校從事主任講師全力栽培後進新人。另外從2007年起，飯塚在神戶藝術學院專門學校還開設「飯塚講座」舉行講習。

### 人物
因為飯塚來自福島縣，所以擅長講東北方言。從進入聲優業界以來，經常在動畫、特攝影集聲演反派，不過也有為主角的夥伴等正派角色獻聲。
飯塚在大學時期，非常熱愛觀賞原節子與田中絹代參演的電影。因此在2002年上映的電影動畫《千年女優》飾演導演立花源也之際，看到作品主角藤原千代子如她所願很快當上演員的設定。覺得為了成為聲優與進行舞台活動的新人聲優比起來，他表示「我不希望能夠站在舞台上是為了其它的目的」（來自他本人的本意是說「沒有聲優的工作時，如果為了填補空白而只想尋求有安逸舞台的人，勸你最好放棄。比起想站在舞台上表演應該嚴肅的看待這個工作」做為給後進聲優的忠告）。

### 交友關係
飯塚與同期的內海賢二是聲優業界的老友，而且雙方以「昭」和「賢坊」的暱稱相互稱謂。2013年6月13日內海去世之後，同年10月播出的《第一神拳 Rising》登場角色鴨川源二由飯塚接替。一方面，飯塚很煩惱的說「（內海）賢坊的演技雖然我模仿不來，如果我沒有完全充分做到這一點，這對我來說會產生矛盾」。

## 演出
粗體字表示主要角色。

### 電視動畫
1967年
- 黃金蝙蝠（警備員、船員）

1968年
- 怪物小王子 (1968年版)（怪物大王）

1969年
- 佐武與市捕物控（日语：佐武と市捕物控）

1970年
- 明日之丈（老虎尾崎、 等）
- 昆蟲物語 孤兒哈奇（鐮吉爺爺）

1971年
- 動畫紀錄片 決斷

1972年
- 鐵甲飛天俠（甘加）
- 科學小飛俠（黑鳥團的隊長〈初代〉）

1973年
- 魔投手
- Dororo炎魔君（葛希普）

1974年
- 北海小英雄（藍牙哈拉爾德人）
- 昆蟲物語 新孤兒哈奇（隊長）
- 山林小獵人 (1974年版)

1975年
- 時間飛船（黑騎士、席朵拉、大酋長、馬赫）
- 法蘭德斯之犬（五金行老闆）
- 勇者萊汀（激怒巨烈）

1976年
- 無敵太空船（魯邦隊長）
- 新丁丁與平平（日语：ドン・チャック物語）（騎士）
- 尋母三千里（瓶運搬馬車的車夫）
- 保羅歷險記（岩石巨人、大王、魔人、魔人、路易、加巴、銀魔人）
- UFO戰士阿波羅（基拉尼克[8]）

1977年
- 咪咪流浪記（斯科爾）
- 棒球少年貫太（日语：一発貫太くん）（無法虎）
- 好小子（日语：おれは鉄兵）（吉岡）
- 超電磁俠波魯特斯V（路易·強加爾、敵獸士）
- 冰河戰士（志岐博士）
- 無敵飛天俠（查裡）
- 野球狂之詩（日语：野球狂の詩）（甚五郎）
- 小雙俠 (1977年版)（德兵衛、雪男、來來）

1978年
- 宇宙戰艦大和號2（格蘭德）
- 寶島（漢茲）
- 鬥將大武士（巴爾巴斯將軍、龍崎勇）
- 100萬年地球之旅 班達之書（日语：100万年地球の旅 バンダーブック）（黑傑克的部下）
- 無敵鋼人泰坦3（布倫德爾）
- 魯邦三世 (TV第2系列)（日语：ルパン三世 (TV第2シリーズ)）（劊子手）

1979年
- 圓桌騎士物語 燃燒的亞瑟（亞基布）
- 機動戰士鋼彈（良·保政、卡米拉、庫蘭普、蓋比爾、艾森巴赫）
- 人造人009 (1979年版)（戈齊茲、戈登博士、馬拉特）
- The☆超人力霸王（凶暴怪獸基巴爾加、宇宙惡魔瓦拉東星人、侵略星人賈丹·孔）
- Z超人（日语：ゼンダマン）（尊達大猩猩、鬼、地主）
- 黑豹傳奇（德布羅斯醫師）
- 日本名作童話系列 赤鳥之心（日语：赤い鳥）（閻魔大王）
- 凡爾賽玫瑰（拉索奴老師）
- 漫畫猿飛佐助（服部半藏、魔龍道人）
- 未來機械人達爾達尼亞斯（大熊寅五郎、普羅扎爾斯將軍）
- 魯邦三世 (TV第2系列)（銀閣、吉姆·弁慶、博斯馬爾克保安大臣）

1980年
- 明日之丈2（木村會長）
- 宇宙戰艦大和號III（巴爾科姆）
- 宇宙戰士巴魯迪奧斯（赫爾隊長）
- 宇宙大帝西格瑪神（利茨指令）
- 摔倒騎士德拉曼查（日语：ずっこけナイトドンデラマンチャ）
- 時空巡警隊救助超人（日语：タイムパトロール隊オタスケマン）（卡波恩）
- 原子小金剛 (1980年版)（撒旦、蘇丹）
- 傳說巨神伊甸王（約旦·馬茨）
- 尼爾斯騎鵝旅行記（冰之精靈）
- 無敵機器人 托萊達G7（山田晃的父親）
- 燃燒吧亞瑟 白馬的王子（克羅諾斯、格戈伊爾）

1981年
- 福星小子（歌仙人、巨大仙人、浪人、大魔神）
- 怪物小王子 (1980年版)（妖怪大王 等）
- 黃金戰士Gold Lightan（鄔約卡）
- 最強機器人大王者（伯德蘭星領主）
- 小麻煩千惠（安東尼）
- 怪博士與機器娃娃 (1981年版)（Barberman、喬·鄧恩、親分）
- 救難小英雄Yattode（Black Kid、尼祿）

1982年
- 愛的戰士彩虹人（頓哥洛斯）
- 阿波羅之女（奇美拉）
- 電子神童（鬼）
- 戰鬥機甲薩芬格爾（古洛奇）
- 魔法公主 明琪桃子（日语：魔法のプリンセス ミンキーモモ）（霍曼船長、德卡艾拉、奧斯卡、大鬼）
- 阿福（日语：フクちゃん）

1983年
- 亞空大作戰斯蘭格爾（加朗社長）
- 機甲創世記（所長）
- 足球小將翼 (昭和版)（見上辰夫）
- 光速電神阿爾貝加斯（機器人會長）
- 猿飛小忍者（日语：さすがの猿飛）（局長、黑川）
- SPACE COBRA（丹·布拉德）
- 裝甲騎兵（參謀C）
- 時空旅程10000年（日语：プライム・ローズ）（鬍子監視兵）
- 超時空世紀歐卡斯（瓦爾納）
- 特裝機兵多爾巴克（史密斯）
- 漫畫日本史（日语：まんが日本史 (日本テレビ)）（武田信玄）
- 未來警察浦島人（萊昂納多）

1984年
- 新好小子（日语：あした天気になあれ (漫画)）（牛島[9]、向太陽的父親）
- 北斗神拳（哈特）
- 星槍士俾斯麥（赫立迪隊長、神父、赫立迪、歐澤斯）
- 怪博士與機器娃娃（機器人、老虎八）
- 名偵探福爾摩斯（雷斯垂德警部）
- 夢戰士WING-MAN（日语：ウイングマン）（八百福）

1985年
- 惡魔島的王子 三眼神童（巨人老闆[10]）
- 怪博士與機器娃娃（〈第2代〉）
- 哆啦A夢 (大山羨代版)（剛田武〈胖虎〉的父親）
- 忍者戰士飛影（加爾特）
- 魯邦三世 PartIII（考曼·雅各夫、丹迪軍曹）

1986年
- 宇宙船人馬座（日语：宇宙船サジタリウス）
- 鬼太郎 (第3作)（いやみ、首相、熊虎）
- 青春動畫全集（日语：青春アニメ全集）（船長〈潮騷〉、山嵐〈小孩〉）
- 七龍珠（人造人8號〈阿八〉）
- （辛德馬卡、加爾西斯）
- 北斗神拳（福多）

1987年
- 機甲戰記斷空我（チェホフ、杜爾契諾夫）
- 七龍珠（木乃伊人）
- 仙魔大戰（百聞魔鬼、聖印天流）
- 妙手小廚師（丸井善男、K·塔尼）

1988年
- 超能力魔美（鄉下男子、友一）
- 美味大挑戰（廣告部長）
- 小松君 (1988年版)（日土井）
- 魁!! 男塾（雷電[11]）
- 城市獵人2（社長）
- 鬥將!!拉麺男（不知火）
- 魔神英雄傳（ドアクダー）

1989年
- 偶像英里子傳說（田村項介）
- 美味大挑戰（島先生、島高親方、前原運動部長、會長）
- 烏龍少爺（日语：おぼっちゃまくん）（章魚平、查爾巴父、虎彥）
- 森林大帝 (1989年版)
- 新仙魔大戰（ハッカニアン）
- T.P.時光特警（薩布洛克）
- 七龍珠Z（那巴）
- 魔法使莎莉 (1989年版)（春日野晴彥／菫的父親）

1990年
- NG騎士檸檬汽水&40（妖神哥布李奇〈頓·哈爾瑪格〉、處罰機器人）
- 大耳鼠（ムジエム）
- 七龍珠Z特別篇：一個人的最終決戰 ～挑戰弗利薩的Z戰士 孫悟空之父～（日语：ドラゴンボールZ たったひとりの最終決戦〜フリーザに挑んだZ戦士 孫悟空の父〜）（那霸）
- 平成天才妙老爹（日语：平成天才バカボン）
- 魔神英雄傳2 超激鬥篇（博士）
- 勇者凱撒（迪諾蓋斯特）
- 至尊勇者（魔王多拉克涅斯）

1991年
- 蓋塔機器人號（維克多·哈特蘭德）
- 猜拳人（雷電老爹）
- 絕對無敵雷神王（邪惡獸伊塔伊佐、超級邪惡獸斯加拉）
- 太陽勇者（丹羽田）
- 閃電霹靂車（車田鐵一郎）
- 神通小精靈（神宮寺右軍寺）
- 魔法公主 Minky Momo 擁抱夢想（波曼船長）
- 黑色推銷員（剛場豪介、希希爾）

1992年
- 踢向明天（日语：あしたへフリーキック）（伍代修造、希德耐爾·塞巴斯蒂安）
- 宇宙騎士 騎格武士利刃（本田）
- 蠟筆小新（惡代官）
- 元氣爆發伏魔金剛（シバイラー）
- 奧斯宇宙歷險記（日语：スペースオズの冒険）（奧茲）
- 超電動機械人 鐵人28號FX（布里德）

1993年
- 劍勇傳說YAIBA（石川五右衛門〈石川六右衛門〉）
- GS美神（聖誕老人、權俵）
- 秀逗泰山阿達♡
- 忍者亂太郎（稗田八方齋〈初代〉、上役）
- 幽☆遊☆白書（煙鬼）

1994年
- 小紅帽恰恰（布奇德）
- 機動武鬥傳G鋼彈（伯爾奇諾警部）
- 蠟筆小新（鰐造親分）
- 頑童歷險記（謝潑德森氏）

1995年
- 空想科學世界（大左衛門）
- 奇天烈大百科（細谷）
- 蠟筆小新（首領）
- 快打旋風II V（塔爾錫）
- 七龍珠Z（人造人8號〈老八〉）

1996年
- 蒙面俠蘇洛傳（卡洛斯·普里德）
- 鬼太郎 (第4作)（蟹坊主、安田）
- 逮捕令（聖誕小偷）
- 聖天空戰記（鮑里斯）
- VS騎士檸檬汽水&40炎（大邪神阿伯拉姆）
- 熱鬥小馬（飯富昌虎[12]）
- 名偵探柯南（黑岩辰次）
- 浪客劍心（火男）

1997年
- 金田一少年之事件簿（御堂周一郎）
- 名偵探柯南（堀田耕作）

1998年
- 秋葉原電腦組（秋葉原商工會會長）
- 怪博士與機器娃娃 (1997年版)（牛奶糖1號、2號、7號、11號）
- 危險調查員（科斯納警視）
- 遊☆戲☆王（鯨田、左克）
- 失落的宇宙（基爾·伊爾）

1999年
- 週刊故事樂園（日语：週刊ストーリーランド）（社長）
- 機械女神JtoX（超飛）
- 神奇寶貝（田所）

2000年
- 學校怪談（幽靈莊園的男子）
- 機巧奇傳希約戰記（權十）
- 捍衛者（機械將軍[13]）
- 人造人基凱達 THE ANIMATION（日语：人造人間キカイダー THE ANIMATION）（光明寺博士、擁有光明寺博士意識的）
- 哆啦A夢 (大杉羨代版)（社長、老爺爺、頭目）
- 向阳之树（吉田作衛門）
- 深藍救兵（總統）
- 愛上壞壞的死神（若林昭三）
- 純情房東俏房客（龍宮大魔王[14]）

2001年
- 妙妙魔法屋（霞仙左右衛門[15]）
- 破壞魔定光（阿格尼）

2002年
- 猴王五九（日语：アソボット戦記五九）（甘茨）
- 銀河天使Z（DF社社長）
- 人造人009 THE CYBORG SOLDIER（烏巴巴總統）
- 哆啦A夢 (大杉羨代版)（零先生）
- 名偵探柯南（井上隆志）

2003年
- 妮嘉尋親記（海賊的親戚）
- 京極夏彥 巷說百物語（又重郎）
- 人間交差點（會長）
- 惑星奇航（星野五郎）
- 名偵探柯南（明石巖夫）

2004年
- 絢爛舞踏祭（博士）
- 混沌武士（瑞光）
- 鐵人28號 (2004年版)（金田博士）
- 火鳥
- 神奇寶貝超世代（青葉、源治）
- 妄想代理人（豬狩慶一）
- MONSTER（托馬斯·佐帕克）

2005年
- 絕對正義VS外道少女隊（日语：あかほり外道アワーらぶげ）（吉安特皇帝）
- 怪傑佐羅利（炎魔大王、白癡大王）
- 槍與劍（東尼）
- Keroro軍曹（紅山製作人）
- JINKI:EXTEND（山野武利）
- 新釋 真田十勇士（日语：新釈 眞田十勇士）（海賊頭目）
- 怪醫黑傑克（淺草醫生）
- 名偵探柯南（狩谷嗣貴）

2006年
- 受讚頌者（源次丸）
- 天使心（根掘組長）
- OBAN STAR-RACERS（日语：オーバン・スターレーサーズ）（庫洛斯）
- 獸王星（科林）
- 超級機器人大戰OG -Divine Wars-（日语：スーパーロボット大戦OG -ディバイン・ウォーズ-）（比安·索達克[16]）
- 工作狂人，又譯工作女王（星川外務大臣）
- 小心啊公主（無尾熊首領）
- 怪醫黑傑克21（庫瑪博士）
- 名偵探柯南（銀林大藏）
- 甦醒的天空 -RESCUE WINGS-（日语：よみがえる空 -RESCUE WINGS-）（本村裕）

2007年
- 鬼太郎 (第5作)（赤舌）
- Keroro軍曹（蟲師）
- 劍豪生死鬥（賤機檢校）
- 守護甜心！（御前〈一之宮光用變聲器時〉）
- Devil May Cry（普雷西奧）
- 帝托拉傳奇（索爾汀）
- 新勇者萊汀（日语：REIDEEN）（鯨岡）

2008年
- 今日大魔王！3（毛里茨）
- 武裝機甲（五十嵐忍）
- 守護甜心!! 心跳（御前）
- 星際寶貝：神奇大冒險（強霸博士）
- SOUL EATER（阿爾·卡波恩）
- 哆啦A夢 (水田山葵版)（加及耳、莫凱）
- 魔人偵探腦嚙涅羅（鎌田教授）
- 馬赫女孩（讓·韋恩）
- ONE OUTS（三原雄三郎）

2009年
- 守護甜心!!!心跳不已（御前）
- 真魔神 衝擊！Z篇 on television（宙斯）
- 星際寶貝：外星大冒險（強霸博士）
- 哆啦A夢 (水田山葵版)（社長）
- 蔥男孩語朝太郎（日语：ねぎぼうずのあさたろう）（洋蔥和尚朝太郎）
- 鋼之鍊金術師 FULLMETAL ALCHEMIST（多米尼克·雷克魯特）
- 第一神拳 New Challenger（米格爾·澤爾）
- BLEACH（拜勒崗·魯伊森）
- 名偵探柯南（八神圭一）

2010年
- 怪談餐廳（艾瑪大人）
- 心靈偵探 八雲（入江徹雄）
- 星際寶貝：神奇大冒險 ～最棒的朋友～（強霸博士）

2011年
- Dororon炎魔君 熊～熊燃燒（蛇壺）
- 戰國鬼才傳（松永久秀）
- 名偵探柯南／魔術快斗（老闆）

2012年
- K（國常路大覺[17]）
- 星際寶貝與砂之惑星（強霸博士）
- ZETMAN（天城光鎧）
- 數碼獸合體戰爭 ～穿越時空的少年獵人們～（達高獸）
- Muv-Luv Alternative Total Eclipse（小澤提督）
- 襲來！美少女邪神（總統）

2013年
- 團地友夫（師傅）
- 超速變形螺旋傑特（蓋多、雅多）
- 哆啦A夢 (水田山葵版)（梅次郎）
- 第一神拳 Rising（鴨川源二[18]）
- Walkure Romanze 少女騎士物語（詹姆斯·阿斯姆杉[19]）

2014年
- 蠟筆小新（總帥）
- 刀劍神域II（索列姆）
- 巴哈姆特之怒 GENESIS（原始森林之龍）

2015年
- 潮與虎（雲外鏡）
- K RETURN OF KINGS（國常路大覺[20]）
- 血界戰線（頓·阿魯爾艾爾·艾魯加·夫爾古魯修[21]）
- 星際寶貝：神奇大冒險 PERFECT MOMORY（強霸博士）
- 無頭騎士異聞錄 DuRaRaRa!!×2 承（粟楠道元[22]）
- 無頭騎士異聞錄 DuRaRaRa!!×2 轉（粟楠道元[23]）
- 七龍珠改（人造人8號〈阿八〉）
- Pac World（日语：パックワールド）（聖塔克·帕克）
- 妖怪手錶（探險隊旁白）

2016年
- JOKER GAME（歐內斯特·格拉漢姆[24]）
- 驅魔少年（朱·明·張）
- 無頭騎士異聞錄 DuRaRaRa!!×2 結（粟楠道元[25]）
- TO BE HER（日语：TO BE HER）（大王）
- 忍者亂太郎的宇宙大冒險 with CosmicFront（日语：コズミックフロント） 太陽系的朋友之卷（稗田八方齋）

2017年
- 鬼平（彥十[26]）
- 時間飛船24（里奧納多·達芬奇）
- 小魔女學園（法夫納[27]）

2018年
- 龍族拼圖X（特拉龍）
- 七大罪 戒律的復活（魔神王）
- 刃牙 (第2作)（老師）

2019年
- 卡羅爾與星期二（火焰兄弟[28]）

2020年
- 白貓Project ZERO CHRONICLE（巴爾[29]）

2021年
- 寶可夢 旅途（健二）

### 電影動畫
1978年
- 魯邦三世：魯邦VS複製人（弗林奇[30]）

1981年
- 劇場版 宇宙戰士巴魯迪奧斯（內格羅斯）
- 怪物小王子：怪物樂園的招待（飛鷹人）
- 劇場版 機動戰士鋼彈（良·保政）
- 機動戰士鋼彈II 哀·戰士篇（良·保政）
- 21衛門：前往宇宙一路順風！（史康瑞）

1983年
- 欣賞職棒享受10倍快樂的方法（日语：プロ野球を10倍楽しく見る方法）（旁白）

1984年
- 欣賞職棒享受10倍快樂的方法 PART2（旁白）

1985年
- 金肉人：愉快的身影！正義超人（日语：キン肉マン 晴れ姿!正義超人）（朱天童子）
- 戰國魔神豪將軍：時之異邦人（男）

1986年
- 七龍珠：神龍傳說（帕納吉的父親）

1987年
- 王立宇宙軍 歐尼亞米斯之翼（指導官）
- 七龍珠：魔神城內的睡美人（日语：ドラゴンボール 魔神城のねむり姫）（執事）

1989年
- SD戰國傳 暴終空城之章（殺驅頭）

1991年
- 飛吧！ 鯨魚的高峰（日语：とべ!くじらのピーク）（奧迪恩）
- 哆啦A夢：大雄的天方夜譚（士兵）
- 七龍珠Z：超級賽亞人孫悟空（卡克傑）
- 武者·騎士·指令 SD鋼彈緊急出擊（日语：武者・騎士・コマンド SDガンダム緊急出撃）（宇宙大魔王）

1992年
- 勇者鬥惡龍 達伊的大冒險：站起來!! 阿邦的使徒（納爾遜）

1993年
- 劇場版 怪傑佐羅利（帕爾的父親）
- 鐵拳對鋼拳1993（前田文尊）

1994年
- 快打旋風II MOVIE（日语：ストリートファイターII MOVIE）（T·霍克（日语：サンダー・ホーク））

1995年
- MEMORIES「她的回憶」（伊瓦諾夫）

1996年
- 超人力霸王公司（日语：ウルトラマンカンパニー）（親分）
- 七龍珠：最強之道（人造人8號〈阿八〉）
- 劇場版 忍者亂太郎（日语：映画 忍たま乱太郎）（稗田八方齋）

1998年
- 機動戰艦撫子號 -The prince of darkness-（阿茲瑪准將）
- 歡迎來到羅德斯島！（基姆）

2002年
- 獸星記基爾斯汀（日语：ギルステイン）（莫德姆）
- 千年女優（立花源也〈中年時期〉[31]）

2003年
- 東京教父（太田）

2004年
- 哆啦A夢：大雄的貓狗時空傳（布魯太郎的爸爸）

2008年
- 蠟筆小新：風起雲湧的金矛勇者（國會議員）

2009年
- 宇宙戰艦大和號 復活篇（巴爾斯曼總司令官[32]）
- 雷頓大冒險：永遠的歌姬（卡奇斯・歐路德奈路[33]）

2011年
- 劇場版 忍者亂太郎：忍術學園全員出動之卷！（稗田八方齋）

2012年
- 生化危机：诅咒（伊凡·朱达诺维奇=长老）
- 蠟筆小新：我和我的宇宙公主（珊帝·戈羅內斯基[34]）
- （夏卜力[35]）
- 神奇樹屋（ボーンズ）

2014年
- 帕羅的未來島（日语：パロルのみらい島）（團長）
- 哆啦A夢：新·大雄的大魔境 ～柏高與5人之探險隊～（達布蘭卡）
- 劇場版 神奇寶貝XY：破壞之繭與蒂安希（ダイイ）

2016年
- 王者之劍 最終幻想XV（伊德拉·艾爾德卡普特[36]）

### OVA
1985年
- JUSTY（日语：ジャスティ (漫画)）（拉烏米斯）
- 裝甲騎兵（幹部B 等）
- 夢幻獵人麗夢（日语：ドリームハンター麗夢）（美雪的父親）
- 貓咪也瘋狂
- 魔法公主 明琪桃子 夢中輪舞（日语：魔法のプリンセス ミンキーモモ）（波曼船長）
- 風中之露（日语：るんは風の中）（豐田明的父親）

1986年
- 亞邦史克威爾 琥珀的追擊（日语：アーバンスクウェア 琥珀の追撃）（剛田義一）
- Wanna-Be's（日语：ウォナビーズ）（澤田博士）

1987年
- 學園特搜光音（日语：学園特捜ヒカルオン）（妖魔獸）
- TWD EXPRESS ROLLING TAKEOFF（日语：TWD EXPRESS#OVA）（泰勒）

1988年
- 機甲獵兵（日语：機甲猟兵メロウリンク）（戈梅斯）
- SD戰國傳 頭蟲邸的忍者合戰（殺驅頭、壓死魔亞）
- 恐怖的生化人 最終教師（日语：最終教師）（松組總長）
- 銀河英雄傳說（漢斯·迪特里希·馮·塞克）
- 哭泣殺神（和田島）
- XANADU 屠龍者傳說（雷克索爾）
- 沙羅曼蛇（Cyber Blaine）

1989年
- 伊蘇（日语：イース (OVA)）（杜克森）
- SD鋼彈外傳 吉翁萬歲篇（布雷克斯王）
- 機動戰士SD鋼彈Mk-III（沙扎克）
- 新足球小將翼（見上辰夫）
- 聖獸機Guardian -CYBERNETICS GUARDIAN-（日语：聖獣機サイガード -CYBERNETICS・GUARDIAN-）（蘭德爾議員）
- 野犬奇兵 DOG SOLDIER：SHADOWS OF THE PAST（日语：ドッグソルジャー）（將校）
- （須藤）

1990年
- 機動戰士SD鋼彈Mk-V（殺驅頭）
- 幸福的形式（日语：しあわせのかたち）（西莫爸爸）
- 永井豪的Q版世界（芝諾）
- 力王 RIKI-OH VIOLENCE2 滅亡之子（日语：力王#力王 RIKI-OH VIOLENCE2 滅びの子）（執事）

1991年
- 英雄凱傳莫載克（日语：英雄凱伝モザイカ）（德勒）
- 妙齡女大亨（日语：クレオパトラD.C.）（奧里艾加）
- BURN-UP（部長）
- 魔獸戰士露娜巴爾卡（日语：魔獣戦士ルナ・ヴァルガー）（魔獸〈黑魔王〉）

1992年
- 機械巨神 THE ANIMATION -地球靜止之日（黑旋風的鐵牛）
- 閃電霹靂車（車田鐵一郎）
- 閃電霹靂車11（車田鐵一郎）
- 世界之光 親鸞聖人（日语：世界の光 親鸞聖人）（上皇）
- 絕對無敵雷神王（邪惡獸強巴拉）
- 超時空要塞II -LOVERS AGAIN-（沃爾夫司令官）

1993年
- 我是大哥大!!（黑崎鐵矢的父親）
- 難波金融傳 南街的帝王（日语：難波金融伝・ミナミの帝王#OVA（アニメ）版）（收藏）

1994年
- 宇宙騎士BLADE II（本田）
- 刃牙（愚地獨步）
- 閃電霹靂車ZERO（車田鐵一郎）
- MINKY MOMO IN 旅途之站（日语：魔法のプリンセス ミンキーモモ）（巡査）

1995年
- 黃金小子（勝田十藏）
- YAMATO2520（耐洛斯司令官）

1996年
- 閃電霹靂車 EARLYDAYS RENEWAL（車田鐵一郎）
- 閃電霹靂車SAGA（車田鐵一郎）
- BURN-UP W（課長）
- 火焰之紋章 紋章之謎（奴隸商人）

1997年
- 魔域幽靈 獵人（般若）
- 龍機傳承（加布里埃爾）

1998年
- 閃電霹靂車SIN（車田鐵一郎）
- 真蓋特機器人 世界最後之日（車弁慶）

2000年
- 炎之迷宮（日语：炎のらびりんす）（葵重光）
- MEZZO FORTE（日语：MEZZO -メゾ-）（桃井桃吉）

2001年
- 魔神凱撒 死鬥！暗黑大將軍（暗黑大將軍）

2002年
- 地球守護者21（機械將軍·改）
- 橫濱購物紀行 -Quiet Country Cafe-（叔叔）

2003年
- 西部曠野天使（海布茲希爾）

2004年
- 機動戰士鋼彈MS IGLOO -1年戰爭秘錄-（馬丁·普洛赫諾）

2006年
- 潛龍諜影2 BANDE DESSINEE（日语：メタルギアソリッド バンドデシネ）（彼特·史提爾曼）

2007年
- 裝甲騎兵 裴爾森密件（卡斯凱斯）

2008年
- 機動戰士鋼彈MS IGLOO 2 重力戰線（馬丁·普洛赫諾）

2010年
- 名偵探柯南 怪盜基德在陷阱之島（根津新藏）

2017年
- 鬼平 ～那個男人，長谷川平藏～（相模之彥十）

2018年
- 幽遊白書「是成是敗」（煙鬼）

### 網路動畫
- 刃牙（2020年，劉海王[37]）

### 遊戲
1990年
- 雀偵物語2 宇宙探偵帝邦出動篇（首領朵拉）

1993年
- 天使之詩II 墮天使的選擇（赤鬼梅洛茲）

1994年
- POLICENAUTS（日语：ポリスノーツ）（艾德）

1995年
- 裝甲戰士（日语：サイバーボッツ）（傑德）

1996年
- 袋狼大進擊（聶奧·科特克斯）
- 新超級機器人大戰（日语：新スーパーロボット大戦）（路易·強加爾）
- 七龍珠Z 偉大龍珠傳說（日语：ドラゴンボールZ 偉大なるドラゴンボール伝説）（那霸）
- 閃電英雄 大悟的大冒險（日语：ライトニングレジェンド 大悟の大冒険）（K.O.J）
- 洛克人8 金屬英雄們（湯瑪斯・萊特博士）

1997年
- EVE burst error（日语：EVE burst error）（紅蓮）
- 袋狼大進擊2：Cortex Strikes Back（聶奧·科特克斯）
- 古傳降靈術 百物語 ～真的很恐怖的故事～（日语：古伝降霊術 百物語〜ほんとにあった怖い話〜）（旁白）
- 命運傳奇（賈拉漢·伯恩哈德、巴爾克·宋格拉姆）
- 洛克人賽車（日语：ロックマン バトル&チェイス）（氣力人、湯瑪斯・萊特博士）
- 幻想國物語 ～克克莉亞王國～（日语：ワールド・ネバーランド 〜オルルド王国物語〜）（巴格威爾）

1998年
- SD鋼彈 G世代（良·保政）
- 袋狼大進擊3：扭曲（聶奧·科特克斯）
- 新世代機器人戰記（日语：新世代ロボット戦記ブレイブサーガ）（葛蘭達格、達伊諾蓋斯特）
- 超級洛克人大冒險（日语：スーパーアドベンチャーロックマン）（湯瑪斯・萊特博士）
- 雪割花（相川教授）
- （波吉特羅）

1999年
- SD鋼彈 G世代-ZERO（良·保政）
- 袋狼大進擊賽車（聶奧·科特克斯）
- 超級英雄作戰（日语：スーパーヒーロー作戦）（哈凱達）
- 超級機器人大戰完全版（比安·索達克、薩雷斯·克瓦伊爾）
- SPRIGGAN LUNAR VERSE（日语：スプリガン ルナヴァース）（旁白）

2000年
- RPG Maker 2000 『花嫁冠』（龍）
- AZITO3（宇宙大帝王海爾基爾達）
- EVE ZERO（日语：EVE ZERO）（紅蓮）
- 裏技麻雀 ～天和～
- SD鋼彈 G世代-F（良·保政）
- 袋狼大進擊嘉年華（日语：クラッシュ・バンディクー カーニバル）（聶奧·科特克斯）
- 超級機器人大戰α（路易·強加爾）
- 新世代機器人戰記2（日语：ブレイブサーガ2）（達伊諾蓋斯特）
- 北斗神拳 世紀末救世主傳說（日语：北斗の拳 世紀末救世主伝説）（福多）
- 波波羅古洛伊斯物語II（老龍神）
- 洛克人DASH 2：龐大的遺產（日语：ロックマンDASH2）（龐克斯卡斯）

2001年
- SD鋼彈 G世代-F.I.F（良·保政、巴恩斯·蓋恩斯貝克）
- 袋狼大進擊4 炸裂吧！魔神力量（聶奧·科特克斯）
- 超級機器人大戰α for Dreamcast（路易·強加爾）
- 潛龍諜影2 自由之子（彼特·史提爾曼）

2002年
- 克羅諾亞群雄 傳說的星之徽章（彭高）
- 超級機器人大戰IMPACT（日语：スーパーロボット大戦IMPACT）（激怒巨烈）
- 獸人格鬥X（日语：ブラッディロア）（賈尼夏）

2003年
- OVER THE MONOCHROME RAINBOW featuring SHOGO HAMADA（日语：OVER THE MONOCHROME RAINBOW featuring SHOGO HAMADA）
- 鬼太郎 異聞妖怪奇譚（日语：ゲゲゲの鬼太郎 異聞妖怪奇譚）（兩顆頭的木乃伊男）
- 鬼太郎 逆襲！妖魔大血戦（日语：ゲゲゲの鬼太郎 逆襲!妖魔大血戦）（坊）
- 第2次超級機器人大戰α（巴爾巴斯、巴恩斯·蓋恩斯貝克）
- 電腦戰機 Virtual-On Marz（日语：電脳戦機バーチャロン）（S.H.B.V.D.基爾少尉）
- 七龍珠Z（日语：ドラゴンボールZ (ゲーム)）（那霸）
- WILD ARMS Altercode:F（日语：ワイルドアームズ アルターコード:エフ）（貝魯塞爾克）

2004年
- 吸血鬼驚魂（日语：ヴァンパイアパニック）（吉恩）
- 袋狼大進擊 爆走！Nitro賽車（日语：クラッシュ・バンディクー 爆走!ニトロカート）（聶奧·科特克斯）
- 袋狼大進擊5 耶～袋狼與科特克斯的野心?!?（日语：クラッシュ・バンディクー5 え〜っ クラッシュとコルテックスの野望?!?）（聶奧·科特克斯）
- 超級機器人大戰MX（杜爾契諾夫）
- 超級機器人大戰GC（日语：スーパーロボット大戦GC）（良·保政、杜爾契諾夫、巴德蘭德領主）
- 七龍珠Z2（日语：ドラゴンボールZ2）（那霸）

2005年
- 戰神 -Ikusagami-（日语：戦神 -いくさがみ-）（齊藤道三）
- 怪盜史庫柏2（日语：怪盗スライ・クーパー#怪盗スライ・クーパー2）（約翰·拜森）
- 星際牛仔 追憶的夜曲（日语：カウボーイビバップ 追憶の夜曲）（荷斯·岡薩雷斯）
- （聶奧·科特克斯）
- GENJI（日语：GENJI）（藤原秀衡）
- 魁!! 男塾（雷電）
- 忍道 戒（日语：忍道 戒）（赤目影虎）
- 新光明與黑暗（日语：シャイニング・フォース ネオ）（葛拉罕）
- 超級機器人大戰MX PORTABLE（杜爾契諾夫）
- 七龍珠Z Sparking！（日语：ドラゴンボールZ スパーキング!）（那霸）
- 七龍珠Z3（日语：ドラゴンボールZ3）（那霸）
- 鋼之鍊金術師3 繼承神的少女（日语：鋼の錬金術師3 神を継ぐ少女）（羅梅歐·古雷金）
- 重金屬閃電（日语：ヘビーメタルサンダー）（頭目）
- 北斗神拳（日语：北斗の拳 (対戦型格闘ゲーム)）（哈特）
- 幽☆遊☆白書FOREVER（煙鬼）
- 俠盜銀河（德肯葛亞）

2006年
- 受讚頌者 給逝者的搖籃曲（源次丸）
- 宇宙刑事魂（日语：宇宙刑事魂）（魔王、大帝王）
- 新鬼武者 DAWN OF DREAMS（塙團右衛門）
- 超級機器人大戰XO（日语：スーパーロボット大戦GC）（良·保政、杜爾契諾夫、巴德蘭德領主）
- 天外魔境Ziria ～遙遠的日本國～（南蠻屋／葛約克）
- 哆啦A夢：新·大雄的恐龍DS（日语：ドラえもん のび太の恐竜2006 DS）（德爾曼斯坦）
- 七龍珠Z Sparking！NEO（日语：ドラゴンボールZ Sparking! NEO）（那霸）
- Muv-Luv Alternative（小澤艦長）

2007年
- Another Century's Episode 3 THE FINAL（車弁慶）
- SD鋼彈 G世代 SPIRITS（良·保政、巴恩斯·蓋恩斯貝克、馬丁·普洛赫諾）
- 奧丁領域（布力剛、彼列）
- 超級機器人大戰OG ORIGINAL GENERATIONS（比安·索達克）
- 超級機器人大戰Scramble Commander the 2nd（日语：スーパーロボット大戦Scramble Commander the 2nd）（激怒巨烈）
- 七龍珠Z Sparking！METEOR（日语：ドラゴンボールZ Sparking! METEOR）（那霸、（人造人8號〈老八〉）
- 七龍珠Z 遙遠的悟空傳說（那霸）
- 最終幻想水晶編年史 命運之輪（加魯迪斯教皇）

2008年
- 神使之杖 新血（勞德·威爾肯滋）
- 蠟筆小新：呼風喚雨的電影樂園大挑戰！（日语：クレヨンしんちゃん 嵐を呼ぶ シネマランド カチンコガチンコ大活劇!）（支配人）
- 超級機器人大戰A PORTABLE（路易·強加爾、巴爾巴斯、杜爾契諾夫）
- 超級機器人大戰Z（里茲司令、聶葛羅斯）
- 心靈傳奇（澤科尼·德·雷）
- 七龍珠Z 無限世界（日语：ドラゴンボールZ インフィニットワールド）（那霸）
- 七龍珠Z 爆發極限（日语：ドラゴンボールZ バーストリミット）（那霸）
- 忍者外傳2（兇魔皇帝達格拉達伊）
- 潛龍諜影4 愛國者之槍（精神螳螂〈呼嘯螳螂〉、笑面章魚、狂怒烏鴉、嚎哭戰狼、艾德、BB部隊）

2009年
- 超級機器人大戰NEO（日语：スーパーロボット大戦NEO）（妖神哥布李奇〈頓·哈爾瑪格〉）
- 七龍珠 天下第一大冒險（日语：ドラゴンボール 天下一大冒険）（人造人8號、惡魔君）
- 七龍珠改 賽亞人來襲（日语：ドラゴンボール改 サイヤ人来襲）（那霸）
- NINJA GAIDEN Σ2（日语：NINJA GAIDEN Σ2）（兇魔皇帝達格拉達伊）

2010年
- Another Century's Episode:R（巴恩斯·蓋恩斯貝克）
- 王國之心 夢中降生（強巴·裘奇巴博士）
- 蠟筆小新：呆呆忍者傳前進吧！春日部忍者隊！（日语：クレヨンしんちゃん おバカ大忍伝 すすめ!カスカベ忍者隊!）（影）
- 戰神III（克羅諾斯）
- 七龍珠究極任務（日语：ドラゴンボールヒーローズ）（那霸）
- 七龍珠DS2 突擊！紅緞帶軍（日语：ドラゴンボールDS）（人造人8號、木乃伊）
- 七龙珠英雄（人造人8號）

2011年
- SD鋼彈 G世代 WORLD（巴恩斯·蓋恩斯貝克）
- 機動戰士鋼彈 新基連的野望（日语：機動戦士ガンダム 新ギレンの野望）（良·保政）

2012年
- SD鋼彈 G世代 OVER WORLD（巴恩斯·蓋恩斯貝克）
- 假面騎士大亂鬥 GANBARIDE（暗黑王）
- Kinect 衝鋒（卡爾·弗雷德里克）
- 第2次超級機器人大戰Z 再世篇（車弁慶）
- Dragon Age II（アリショク）
- 認真和我談戀愛!! R（熊飼滿[38]）

2013年
- 超級機器人大戰Operation Extend（車弁慶）
- 超速變形螺旋傑特 阿爾巴洛斯之翼（日语：超速変形ジャイロゼッター アルバロスの翼）（蓋特總統[39]）
- 時空幻境心靈傳奇R（基爾柯尼亞·多·列[40]、墨爾加）

2014年
- 蠟筆小新：呼風喚雨春日部電影明星！（日语：クレヨンしんちゃん 嵐を呼ぶ カスカベ映画スターズ!）（珊帝·戈羅內斯基）
- 超級英雄世代（暗黑王）
- 爽海掠奪者（奧古斯塔斯·達爾屈[41]）
- 第3次超級機器人大戰Z 時獄篇／天獄篇（車弁慶）

2015年
- 超級機器人大戰BX（暗黑大將軍）

2016年
- 假面騎士：鬥騎大戰 創生（日语：仮面ライダー バトライド・ウォー）（創世王）
- 碧藍幻想（大門博士〈霸壞神大門〉）
- 最終幻想XV（伊德拉·艾爾凱普特[42]）

2017年
- 足球小將翼 ～奮戰夢幻隊～（見上辰夫[43]）
- 超級機器人大戰V（車弁慶、暗黑大將軍）
- 袋狼大進擊瘋狂三部曲（聶奧·科特克斯）

2018年
- 超級機器人大戰X-Ω（日语：スーパーロボット大戦X-Ω）（車弁慶）
- 超級七龍珠群雄（那霸：BR）

2019年
- 白貓Project（巴爾）

### 外語配音

#### 電影
- 荒野大鏢客 ※朝日電視台新錄製版[注 2]。
- 無底洞（上校〈Peter Rutray〉）※富士電視台版
- 再見薩巴達（英语：Adiós, Sabata）（Señor Ocaño〈Franco Fantasia〉）※東京電視台版。
- 航爆死亡角（英语：Airport '77）（Patroni）
- 邊城英烈傳（英语：The Alamo (1960 film)） ※朝日電視台版。
- 異形（Parker〈耶佛·哥圖〉）※富士電視台版[注 3]。
- 安妮（英语：Annie (musical)）
- 48小時闖天關（麥爾坎·普林斯〈泰德·馬克藍（英语：Ted Markland）〉）※影碟版。
- 瘋狂盯梢令（英语：Another Stakeout）（McNamara〈杜可風〉）※影碟版。
- 龍兄虎弟（Lama〈John Ladalski〉）
- 阿波卡獵逃（Zero Wolf〈Raoul Trujillo〉）
- 精神病院（英语：Asylum (2008 film)）（Magnus Burke醫師〈Mark Rolston〉）
- 我很乖因為我要出國（Fugly Floom〈米基·魯尼〉）※DVD版。
- 回到未來III（司機〈Bill McKinney〉）※朝日電視台版[注 4]。
- 巴頓芬克（Jack Lipnick〈Michael Lerner〉）※VHS版。
- 蝙蝠俠 (1989年電影)（Max Eckhardt警部補〈William Hootkins〉）※影碟版。
- 決戰猩球 (1973年電影)（Mandemus〈Lew Ayres〉）※富士電視台版[注 5]。
- 豆豆先生（George Grierson〈Harris Yulin〉）※VHS、DVD版。
- 牡丹花下（南軍男子〈Charlie Briggs〉）※日本電視台版。
- 賓漢 (1959年電影) ※朝日電視台版。
- 殺手壕（殺手壕〈Gene Rader〉）
- 大捕殺（英语：The Big Gundown）（Segura保安官〈Fernando Sancho〉）
- 大俠客（英语：Big Jake）（奧布萊恩）
- 驚弓之鳥（英语：Bird on a Wire (film)）（Raun〈Alex Bruhanski〉）※朝日電視台版。
- 阿爾卡特茲的養鳥人（英语：Birdman of Alcatraz (film)）（Feto Gomez〈特利·薩瓦拉斯〉）※朝日電視台版。
- 絕命聖誕夜（英语：Black Christmas (1974 film)）（Graham〈Leslie Carlson〉）※富士電視台版[注 2]。
- 豹子膽（英语：The Black Windmill）
- 鐵鷹戰士
- Blood at Sundown（英语：Blood at Sundown）（Ralph〈Sieghardt Rupp〉）
- 凶線（Manny Karp〈Dennis Franz〉）※TBS版。
- 藍色霹靂號 ※朝日電視台版。
- 大西洋帝國（科菲）
- 神鬼認證4（Mark Turso〈Stacy Keach〉）
- 悍將奇兵（英语：Breakdown (1997 film)）（Al〈Ritch Brinkley〉）※日本電視台版。
- 不屈不撓（英语：Bronco Billy）（Lefty LeBow〈Bill McKinney〉）※朝日電視台版。
- 地獄來的芳鄰（Reuben Klopek〈Brother Theodore〉）※朝日電視台版。
- 虎豹小霸王前集（英语：Butch and Sundance: The Early Days）（O.C. Hanks〈布萊恩·丹內利〉）※富士電視台版[注 6]。
- 炮彈飛車（Nikolas Van Helsing〈Jack Elam〉）※朝日電視台版[注 7]。
- 海角驚魂（Claude Kersek〈Joe Don Baker〉）※影碟版。
- 基堡八勇士（英语：Castle Keep）（Rossi軍曹〈彼得·福克〉）※日本電視台版。
- 納尼亞傳奇：黎明行者號（獨腳人的頭〈Roy Billing〉）
- 諸神恩仇錄（英语：Clash of the Titans (1981 film)）（亞克里西俄斯（英语：Acrisius）〈唐納德·休士頓（英语：Donald Houston）〉）※朝日電視台版。
- 學校風雲（英语：Class of 1984）（斯泰維斯基〈阿爾·威克斯曼（英语：Al Waxman）〉）※富士電視台版。
- 彩色響尾蛇（英语：Colors (film)）（“青蛙”利奧·洛佩茲〈翠恩達·席爾瓦（英语：Trinidad Silva）〉）※朝日電視台版。
- 棉花俱樂部（喬·弗林〈約翰·P·萊恩（英语：John P. Ryan）〉）※TBS版。
- 虎口巡航（英语：Cruising (film)）（Edelsen〈Paul Sorvino〉）
- 小街的毀滅（英语：Damnation Alley (film)）（Keegan〈保羅·溫菲爾德〉）
- 與我共舞（英语：Dance with Me (film)）（John Burnett〈克里斯·克里斯托佛森〉）
- 夜魔水晶（英语：The Dark Crystal）（skek族皇帝〈Jerry Nelson〉）※NHK-BS版。
- 猛龍怪客3（Bennett Cross〈Martin Balsam〉）※BS JAPAN版。
- 超級戰警（秘書Bob〈Glen Shadix〉）※朝日電視台版[注 8]。
- 無間道風雲（Arnold "Frenchy" French〈雷·溫斯頓〉）
- 十二金剛（Robert Jefferson〈Jim Brown〉）
- 怪醫杜立德（Opossum〈Jeff Doucette〉）※影碟版。
- 剃刀邊緣（馬里諾刑警〈丹尼斯·法蘭茲（英语：Dennis Franz）〉）※TBS版。
- 達菲（英语：Duffy (film)）
- 大煞星與流浪客（英语：Emperor of the North Pole）（Coaly〈Harry Caesar〉)※富士電視台版[注 4]。
- 忍者潛入（英语：Enter the Ninja）（Siegfried 'The Hook' Schultz〈Zachi Noy〉）
- 愛到最高點（英语：Everybody's All-American (film)）（勞倫斯〈約翰·古德曼〉）
- 大法師（Pazuzu的配音〈梅賽德絲·麥坎布雷奇〉）※TBS版。
- 碧血長天（Kaufman〈勞埃德·考夫曼〉）※富士電視台版。
- 火車大劫案（英语：The First Great Train Robbery）（Burgess〈Michael Elphick〉）
- 閃電俠（Desmond Paul／Nightshade〈Jason Bernard〉）※日本電視台版。
- 黃昏雙镖客 ※朝日電視台版。
- 小迷糊闖七關（英语：Foul Play (1978 film)）（“菲基”弗格森〈布萊恩·丹尼希（英语：Brian Dennehy）〉）※朝日電視台版。
- 亂世忠魂（詹姆士·R·“法佐”·賈德森上士〈歐尼斯·鮑寧〉）※DVD版。
- 最偉大的故事（英语：The Greatest Story Ever Told）（奮銳黨的西門〈羅伯特·布萊克〉）
- 魔鬼剋星（警視總監）※朝日電視台版[注 3]
  - 魔鬼剋星2（Lenny市長〈David Margulies〉）※VHS版、（Vigo the Carpathian）※富士電視台版。
- 光榮戰役（Major Mulcahy曹長〈John Finn〉）※日本電視台版。
- 猛龙特警队（楊斯）
- 飆車熱情（英语：The Gumball Rally）（Steve Smith〈Tim McIntire〉）※TBS版。
- 緊張大師 ※TBS版。
- 小精靈2（Hulk Hogan[注 9]）※DVD版。
- 殭屍小子2（Robert）
- 異形附身（Jonathan P. Miller〈William Boyett〉）
- 哈比人（Bert）※富士電視台版。
- 浴血凶宅（英语：The House That Dripped Blood）（Neville Rogers〈Joss Ackland〉）※東京電視台版。
- 金錢帝國（Waring Hudsucker〈查理士·鄧寧〉）
- 某個世界（英语：In a World...）（Don LaFontaine[注 9]）
- 聖戰奇兵（Sallah〈約翰·里斯-戴維斯〉）※日本電視台版。
- 魔島生死劫（英语：The Island (1980 film)）（Rollo〈Don Henderson〉）
- 時空攔截（英语：Jacob's Ladder (film)）（Louis Denardo〈丹尼·愛羅〉）※影碟版。
- 詹姆士·龐德系列
  - 詹姆士·龐德：勇破神秘島（Quarrel〈John Kitzmiller〉）※TBS版。
  - 詹姆士·龐德：勇破間諜網（Morzeny〈Walter Gotell〉）※TBS版。
  - 詹姆士·龐德大戰殺人狂魔（Joe Butcher博士〈Wayne Newton〉）※VHS版。
  - 詹姆士·龐德大戰特務飛龍（Leonid Pushkin上校〈約翰·里斯-戴維斯〉）※TBS版。
  - 詹姆士·龐德：勇戰魔鬼黨（Ladislav Kutze博士〈George Pravda〉）※TBS版。
  - 詹姆士·龐德：勇破火箭嶺（Dikko Henderson〈查爾斯·葛雷〉）※TBS版。
- 生死鬥（英语：The Last Hard Men (film)）（Weed〈Thalmus Rasulala〉）
- 時間裂縫（瑞典语：Langoljärerna）（Don Gaffney〈弗蘭基·費森〉）※VHS版。
- 豪勇七蛟龍 ※朝日電視台版。
- 緊急搜捕令（J·J·威爾森〈阿爾伯特·包普維爾（英语：Albert Popwell）〉）※朝日電視台版[注 5]。
- 獨臂拳王大破血滴子（泰國拳王乃門〈岑潛波〉）
  - 獨臂拳王（二谷太郎〈龍飛 飾演〉）
- 鬼面公僕2（英语：Maniac Cop 2） ※朝日電視台版。
- 鬼面公僕3（英语：Maniac Cop III: Badge of Silence） ※東京電視台版。
- 刁手怪招（英语：Master with Cracked Fingers）（首領〈陳鴻烈〉）※電視播出版。
- 盗毒（英语：McQ）（Stan Boyle〈William Bryant〉）
- 一個頭兩個大（英语：Me, Myself & Irene）（Parington署長〈羅伯特·佛斯特〉）
- 密西西比在燃燒（Sheriff Ray Stuckey〈Gailard Sartain〉）
- 大峽谷（英语：The Missouri Breaks）（賽伊〈約翰·P·萊恩〉）
- 人生七部曲（英语：Monty Python's The Meaning of Life）（劇中的7個角色〈特里·瓊斯〉）
- 盜墓迷城2（Imhotep〈阿諾·凡斯洛〉）※VHS、DVD版。
- 突變（英语：The Mutations）（Lynch〈湯姆·貝克〉）※東京電視台版。
- 大魔域（咬石者〈艾倫·奧本海默（英语：Alan Oppenheimer）〉）※影碟版。
- 大魔域2：回到大魔域（英语：The NeverEnding Story II: The Next Chapter）（咬石者）※影碟版。
- 大魔域3：飛進未來（英语：The NeverEnding Story III）（芫荽先生〈弗雷迪·瓊斯〉）※影碟版。
- 捍衛時空戰士（英语：No Escape (1994 film)）（刑務所長〈Michael Lerner〉）※VHS、DVD版。
- 凶兆（Carl Bugenhagen〈Leo McKern〉）※TBS版[注 6]。
- 美國往事（喬〈柏特·楊（英语：Burt Young）〉）※VHS版。
- 酸甜苦辣母女會（英语：Only When I Laugh (film)）（Jimmy Perrino〈James Coco〉）※朝日電視台版。
- 西部執法者（英语：The Outlaw Josey Wales）（Terrill上尉〈Bill McKinney〉）※TBS版[注 2]。
- 超越顛峰（英语：Over the Top (film)） ※富士電視台版。
- 比利小子／21歲的生涯（英语：Pat Garrett and Billy the Kid）（Sheriff Baker〈Slim Pickens〉）
- 災難水世界（英语：Piranha (1978 film)）（Mr. Dumont〈Paul Bartel〉）※TBS版[注 6]。
- 災難水世界2（英语：Piranha II: The Spawning）（Gabby〈Ancil Gloudon〉）※日本電視台版。
- 人猿星球（Dodge中尉〈Jeff Burton〉）※影碟版。
- 終極戰士（Billy Sole〈Sonny Landham〉）※富士電視台版。
- 驚魂記 (1960年電影)（Al Chambers保安官〈John McIntire〉）※DVD版。
- 陽光普照（英语：Purple Noon）（Freddy Miles〈Billy Kearns〉）※朝日電視台版。
- 彩虹大道（英语：Rainbow Drive）（馬文·伯吉斯〈亨利·G·山德斯（英语：Henry G. Sanders）〉）※VHS版。
- 衝出地獄海（英语：Raise the Titanic (film)）（Andre Prevlov〈Bo Brundin〉）※富士電視台版。
- 魔鬼殺陣（Martin Lamanski〈Steven Hill〉）※TBS版。
- 與狼共枕（英语：Revenge (1990 film)）（德州居民〈James Gammon〉）※朝日電視台版。
- 火箭手（Eddie Valentine〈Paul Sorvino〉）※影碟版。
- 洛基3（Clubber Lang〈T先生〉）※TBS版。
- 洛基4：天下無敵 ※TBS版。
- 魔鬼阿諾（戴納摩）※富士電視台版。
- 聖誕快樂又瘋狂（英语：Santa Claus: The Movie） ※朝日電視台版。
- 眉飛色舞（英语：Salsa (1988 film)）（Boss〈Robert Gould〉、無家可歸人士）
- 薩爾瓦多（John Cassady〈John Savage〉）※富士電視台版。
- 成功的秘密（Barney Rattigan〈Christopher Murney〉）※TBS版。
- 血的契約（英语：Le choc）（Silvio〈Franck-Olivier Bonnet〉）※朝日電視台版。
- 爆Show特警組（英语：Showtime (film)）（Winship警部〈Frankie Faison〉）※DVD版。
- 沉默的火腿（英语：The Silence of the Hams）（Martin Balsam刑事[注 9]）
- 銀線號大血案（英语：Silver Streak (film)）（Schreiner教授〈Stefan Gierasch〉）※東京電視台版。
- 外星戀 ※朝日電視台版。
- 美人魚（Ross博士〈Richard B. Shull〉）
- 星際浩劫（Zarth Arn伯爵〈Joe Spinell〉）※TBS版[注 2]。
- 鋼胆七雄（英语：Steel (1979 film)）（Tank〈Albert Salmi〉）
- 泰迪熊（法蘭克·史蒂芬斯〈比爾·史密托維奇（英语：Bill Smitrovich）〉）
- 泰迪熊2（法蘭克·史蒂芬斯〈比爾·史密托維奇〉[44]）
- 紅色警戒（戈登·泰爾中校〈尼克·諾爾蒂〉）
- 龍鳳鬥智（英语：The Thomas Crown Affair (1968 film)）（歐文·韋弗〈傑克·韋斯頓（英语：Jack Weston） 飾演〉）※TBS版、（卡爾〈耶佛·哥圖〉）※富士電視台版。
- 千機大轟炸（英语：The Thousand Plane Raid）（射擊手〈菲利普·普羅克特（英语：Philip Proctor）〉）※朝日電視台版[注 6]。
- 禿鷹七十二小時（英语：Three Days of the Condor）（郵差〈漢克·蓋瑞特（英语：Hank Garrett）〉）※朝日電視台版。
- 雷鳥神機隊 (1968年電影)（引擎蓋）※新錄製版。
- 不敗戰神（英语：The Undefeated (1969 film)）（利特·喬治〈梅林·奧臣（英语：Merlin Olsen）〉）
- 飆風戰警（麥格拉思將軍〈泰德·拉文〉）※影碟版。
- 幽靈賽車手（英语：The Wraith） ※TBS版。
- 新科學怪人（怪物〈彼得·博伊爾（英语：Peter Boyle）〉）※朝日電視台版[注 10]。
- 少壯屠龍陣（英语：Young Guns (film)）（J·麥克洛斯基〈傑佛瑞·布萊克（英语：Geoffrey Blake (actor)）〉）※富士電視台版。

#### 電視影集
- 天龍特攻隊（Sergeant Bosco "B. A." Baracus〈T先生〉）
- 神探可倫坡（Leo Gentry偵探、Quincy）
- CSI犯罪現場：紐約 (第8季)（Paul Burton〈Lee Majors〉）
- 閃電俠 (2014年電視影集)（Lewis Snart〈Michael Ironside〉）
- 雞皮疙瘩（英语：Goosebumps (TV series)）（Harrison Sadler）※NHK版。
- 神探阿蒙（蜘蛛）
- 蒙提·派森（特里·瓊斯）
  - 蒙提·派森的飛行馬戲團
  - 蒙提·派森的前所未有的表演（英语：And Now for Something Completely Different）
  - 蒙提·派森的聖杯傳奇（英语：Monty Python and the Holy Grail）
  - 蒙提·派森的萬世魔星
  - 蒙提·派森的脫線一籮筐（英语：Monty Python's The Meaning Of Life）
- 護士當家 (第2季)（John Decker〈Harvey Fierstein〉）
- On the Air（英语：On the Air (TV series)）（Dwight McGonigle〈Marvin Kaplan〉）
- 三國演義（董承〈劉龍〉）※NHK-BS2版。
- 歇洛克·福爾摩斯（警官、Morton警部）
- 星際爭霸戰（Harry Mudd〈Roger C. Carmel〉）※數位修復追加錄音版。
- 超人力霸王葛雷（Brewer將軍）
- X檔案

#### 動畫
- 阿拉丁 (電影)（洞窟）
- 阿拉丁 (動畫影集)（泥大王、Mukhtār）
- 蝙蝠俠（Garth）
- 黑神鍋傳奇（The Horned King〈約翰·赫特〉）
- 救難小福星（プレイトー）
- 至尊神探 (1961年動畫)（英语：The Dick Tracy Show）（Pruneface）
- 唐老鴨俱樂部（Bounty）
- 小逗的特殊任務（Carl Fredricksen〈Edward Asner〉）
- 大英雄（Snow Job、Globulus）
- 星際寶貝（Jumba Jookiba博士〈David Ogden Stiers〉）
- 彩虹小馬：友情就是魔法（アビソトル）
- 新小熊維尼歷險記（垃圾大王）
- 奧本星車手（英语：Ōban Star-Racers）（Kross將軍）
- 惡靈古堡：詛咒（Ivan Judanovich／Atanan〈Robin Sachs〉）
- 彭彭丁滿歷險記（Boris）
- 小小湯姆與傑利（Turk、Dumpster）
- 星銀島（Billy Bones〈Patrick McGoohan〉）
- 天外奇蹟（Carl Fredricksen〈愛德華·阿斯納〉）
- 恐龍物語之回到未來（英语：We're Back! A Dinosaur's Story (film)）（Woog〈Rene LeVant〉）
- X戰警 (1994年東京電視台版)（Juggernaut）

### 布偶劇
- 雷鳥神機隊系列
  - 雷鳥神機隊（雷諾茲軍曹、肯尼·馬龍）
  - 劇場版 雷鳥神機隊（胡德）※電視版。
  - 雷鳥神機隊6號（胡德）※電視版。
- （惡之案山子的聲音）

### 特攝影集
1971年
- 電子分光人（加碼星人〈領隊〉的聲音、傑諾斯星人的聲音）

1972年
- 快傑獅子丸（分身魔王狄波諾巴的聲音〈第3代〉）
- 雷電俠（大魔王貝姆王的聲音）
- 銀色假面（哥爾根恩星人的聲音）
- 喜歡！喜歡!!魔女老師（怪人庫蒙戴斯的聲音）
- 巴狼1號（多爾格的聲音）

1973年
- 閃電人（帝王班巴／火炎鬥士的聲音）
- 電腦奇俠01（吉爾電腦黑魔／黑龍的聲音）
- 電腦奇俠（電腦黑魔的聲音）
- 火炎人（維萊納斯星人的聲音）

1974年
- 電擊!! Strada Five（Mr.阿斯莫帝的聲音）
- 閃電人（帝王班巴／火炎鬥士的聲音）

1975年
- 伏魔三劍俠（大魔王加爾巴的聲音、賽連的聲音）
- 秘密戰隊五連者（三月假面的聲音、翼假面的聲音、角假面的聲音、劍假面的聲音、鐵人假面鐵木真将軍的聲音、火之山假面馬格曼將軍的聲音〈第2代〉、黃金假面大將軍的聲音）
- 飛鷹人（怪物國王的聲音）

1976年
- 宇宙鐵人天地雙龍（闇將軍加布林的聲音、阿爾法塔·達達林王的聲音、死亡閃光的聲音〈第2代〉、死亡溝的聲音〈第2代〉、坦克達的聲音、鋸木廠的聲音、萬寧格的聲音、變色龍的聲音）
- 秘密戰隊五連者 爆彈颶風（黃金假面大將軍的聲音）

1977年
- JAKQ電擊隊（惡魔殺手的聲音、伊卡洛斯大王的聲音 等）
- 小超人甘巴羅（怪人德沃金的聲音）

1978年
- 從宇宙來的訊息（大山姆的聲音）
- JAKQ電擊隊VS五連者（四天王機器人的聲音）
- 蜘蛛人（的聲音）
- UFO大戰爭 戰鬥吧！紅老虎（黑色危險魔王的聲音）

1979年
- 戰鬥狂熱J（撒旦自尊的聲音）

1980年
- 電子戰隊電磁人（的聲音、萬力怪的聲音）

1981年
- 太陽戰隊太陽火神（赫爾撒旦總統的聲音）
- 劇場版 太陽戰隊太陽火神（赫爾撒旦總統的聲音）

1982年
- 宇宙刑事卡邦（魔空首領 唐赫拉<初代> 的聲音）
- 同位穿孔檢驗機器人丸（卡佩坦的聲音）
- 機器人8醬（恐龍八的聲音）

1983年
- 宇宙刑事Sharivan（魔道首領 魔王賽可 的聲音）
- 劇場版 同位穿孔檢驗機器人丸（卡佩坦的聲音）

1984年
- 宇宙刑事Shaider（風魔首領  大帝王忽必烈的聲音）
- 劇場版 宇宙刑事Shaider（大帝王忽必烈的聲音）
- （大帝王忽必烈的聲音）
- 星雲假面（黃金怪的聲音 等）
- （寺廟鐘的聲音）

1985年
- 巨獸特搜（暗黑大巨神、 的聲音）
- 電擊戰隊變化人（吉古的聲音、阿哈梅絲三獸士達布恩的聲音）

1986年
- 時空戰士（死亡零將軍的聲音）

1987年
- 假面騎士BLACK（大神官達洛姆／大怪人達洛姆的聲音）
- 超人機（機甲軍團長凱聖德蘭加的聲音、戰鬥機器人軍團爆鬥士哥查克的聲音、戰鬥機器人軍團烈鬥士薩根的聲音、鎧軍團雄鬥華加的聲音、機甲軍團暴魂亞哥美斯1號的聲音、機甲軍團烈鬥士公牛切克的聲音）

1988年
- 假面騎士BLACK RX（海兵隊長波斯根的聲音）
- 劇場版 假面騎士BLACK：緊急前往鬼之島吧（大神官達洛姆的聲音）
- 劇場版 假面騎士BLACK：恐怖！惡魔山山頂怪人館（大怪人達洛姆的聲音）
- 世界忍者戰磁雷矢（鬼忍·毒齋的聲音）

1989年
- 機動刑事（基巴醫生的聲音）
- 劇場版 機動刑事（基巴醫生的聲音）

1990年
- 地球戰隊五人組（蟑螂銀的聲音、野豬銀的聲音、金龜銀的聲音、狸狐銀的聲音、猩鷹銀的聲音、蠍鯰銀的聲音）

1991年
- （的聲音）

1992年
- 恐龍戰隊獸連者（多拉金角的聲音）

1994年
- 假面騎士J（地空人的聲音、旁白）

1996年
- 激走戰隊車連者（PP〈普利普利〉奇普利的聲音）
- 七星鬥神（的聲音）

1998年
- 星獸戰隊銀河人（莫爾格莫爾格的聲音）

1999年
- 聲優戰隊（帝王元八的聲音）

2001年
- 百獸戰隊牙吠連者VS超級戰隊（爆裂巨角·拉克夏薩的聲音）

2006年
- 轟轟戰隊冒險者 THE MOVIE 最強的密寶 劇場版[[[Wikipedia:格式手册/链接#章節|錨點失效]]]（究極生命體海德牛仔的聲音）

2010年
- 天裝戰隊護星者（惑星之大王蛾·德雷古的聲音）

2011年
- OOO·電王·All Riders Let's Go 假面騎士（大神官達洛姆的聲音、黑暗之王的聲音）

2012年
- 宇宙刑事卡邦 THE MOVIE（當·荷拿的聲音）

2013年
- 假面騎士×超級戰隊×宇宙刑事 超級英雄大戰Z（魔王超能力的聲音）

2015年
- 超人力霸王X（人工生命M1號的聲音）

2016年
- 假面騎士1號（亞歷山大眼魔眼魂的聲音）
- 假面騎士Ghost 傳說！騎士之魂！（終極眼魔／亞歷山大終極眼魔／闇之意志的聲音）

### 廣播節目
- 受讚頌者電台（日语：うたわれるものらじお）（音泉／關西電台）

### CD、卡式原聲帶
- 穢翼的尤斯蒂婭（博魯玆·葛蘭杜）
- 青之騎士貝魯澤魯加物語（日语：青の騎士ベルゼルガ物語）系列
  - 卡式原聲帶文庫 青之騎士貝魯澤魯加物語1（夏·巴克）
  - 卡式原聲帶文庫 青之騎士貝魯澤魯加物語2（尼羅·科邦）
- CD劇場 勇者鬥惡龍V（日语：CDシアター ドラゴンクエスト）（米魯德拉斯）
- 瑞士時鐘之謎（船曳警部）
- 聖刻霸傳（Worth Seed）～拉修昂之風暴（日语：ワースブレイド）（墨加拉大僧正）
- 百鬼夜行抄（飯嶋蝸牛）
- 封殺鬼（日语：封殺鬼）（CYBERPHASE版）（安倍晴明）
- Code Geass反叛的魯路修R2 Sound Episode「樞木之里·惡靈之宿·相當恐怖的Geass」（惡靈）
- 魍魎戰記MADARA 摩陀羅 轉生篇（日语：魍魎戦記MADARA）（光河三郎）
- BLEACON ～BLEACH CONCEPT COVERS～ 2（日语：ブリコン 〜BLEACH CONCEPT COVERS〜#ブリコン 〜BLEACH CONCEPT COVERS〜 2）（拜勒崗·魯伊森邦）

### 電視劇
- 週二推理劇場（日语：火曜サスペンス劇場）「看見遊覽車了」
- 巨獸特搜（鴨川Seaworld（日语：鴨川シーワールド）館長·秋山）
- 柔道一直線（裁判）
- 太妹刑事III 少女忍法帖傳奇（果心居士）
- （闇之眼的聲音、海嵐的聲音）
- 電子戰隊電磁人（五代萬作）
- （大山倍達的聲音）
- 戰鬥狂熱J（大富豪）
- 融岩大使（巴朗哥島機港管制官）
- 來自未來的挑戰（日语：未来からの挑戦）

### 電影
- 犬刑事
  - 犬刑事 
  - 犬刑事
- 假面騎士555 消失的天堂（SmartBrain的黑幕）
- 柔道之星（日语：柔の星）（裁判）
- 帝都大戰（平將門的聲音）
- 羅馬浴場（OP旁白）
- 羅馬浴場II（OP旁白）

### 廣告旁白
- 山六水産
- Bourbon（日语：ブルボン）「辛味亭」
- 日本可口可樂株式會社「喬治亞」
- DeNA Mobage「海賊怪盗」廣告（海賊的聲音）
- 萬普

### 其它
- Animelo Mix presents NANA MIZUKI LIVE CIRCUS 2013 supported by JOYSOUND Calbee 劇中劇『音樂戰隊』（首領）
- 三麗鷗彩虹樂園內的「夢的時光機」上映「ONE PIECE 3D 激走！Trap Coaster」（特拉普上校）
- 東映怪人怪獸大百科 怪獸篇（VHS）（魔人多魯奇的聲音）
- 銀色假面大百科（DVD）（旁白）
- 東京國立博物館「對決 巨匠們的日本美術」音頻指南（雪舟）
- 東京迪士尼樂園 灰姑娘城推理之旅（日语：東京ディズニーランドのアトラクション）（的聲音）
- 朝日電視台 Super J Channel（日语：スーパーJチャンネル）（週四特集3「迷宮之門」旁白）
- 日本電視台 閒聊007（旁白）
- 萬代 「魂SPEC 」PV（[45]）
- 魔神英雄傳3 廣播（[ゴクアクダー] 错误：{{Lang}}：语言代码：aj 无法识别（帮助））
- 富士電視台 （旁白）
- NHK BS Premium『蒙提·派森復出演唱！（日语：モンティ・パイソン 復活ライブ!）』（旁白）
- 萬代·元祖SD鋼彈（日语：元祖SDガンダム）·錄影帶「SD鋼彈 G-ARMS緊急出動」（鋼彈隊長）

## 腳註

## 外部連結
- 飯塚昭三｜Sigma Seven （页面存档备份，存于） （日語）
- 飯塚昭三 （页面存档备份，存于） （日語）－日本電影數據庫